# Lavinia Miloșovici
Lavinia Miloșovici född den 21 oktober 1976 i Lugoj, Banatet, Transsylvanien, Rumänien, är en rumänsk gymnast. Föräldrarna var elitidrottare. Hon har blandad serbisk-rumänsk-ungersk härkomst. Modern heter Ilona och har ett ungerskt namn efter den ungerska minoriteten i Transsylvanien.
Hon tog OS-brons i den individuella mångkampen, OS-guld i hopp, OS-guld i fristående, och OS-silver i lagmångkampen i samband med de olympiska gymnastiktävlingarna 1992 i Barcelona.
Hon tog även OS-brons i den individuella mångkampen och OS-brons i lagmångkampen i samband med de olympiska gymnastiktävlingarna 1996 i Atlanta.